# Ámbér-erőd
Az Ámbér-erőd (más nevein: Ámér- vagy Ambír-erőd, gudzsaráti: આમેરનો કિલ્લો, hindi: आमेर क़िला, angol: Amer Fort) India északi részén található, Dzsajpur közelében, Rádzsasztán államban.
A hat rádzsasztáni hegyi erőd egyikeként a kulturális világörökség része.
A mai Ámbér (lakossága kb. 25 ezer fő) egykor a minasz nép, a térség őslakosainak fővárosa volt. Az erődpalotát 1592-ben I. Mán Szingh alapította, egy régi, 11. századi erőd maradványain. Igazából az I. Dzsaj Szingh által a 17. században hozzátoldott épületek azok, amelyek az erőd pompás központi részét alkotják.
Az erődpalota egy hegy ormát koronázza, ahonnan ráláthatunk a Mávatha-tóra és a hegy lábánál elterülő történelmi óvárosra, amely az ámbéri uralkodók székhelye volt, mielőtt az erődbe költöztek. Az erőd alatt számtalan havélít (udvarház belső udvarokkal), lépcsős kutat és templomot láthatunk.
Az erődkomplexum érdekesebb részei:
- Az erőd fenséges kapui (Szúradzs Pól, Ganés Pól stb.)
- Sís Mahal (Tükörcsarnok). A falakat pompás, tükrökből kirakott minták díszítik.
- Díván-i Ám. Az uralkodói nyilvános meghallgatás csarnoka.
- Silá Dévi-templom, ezüst ajtóval és olajlámpásokkal.
- Bárahdári, 12 oszlopos pavilon.
- Árám Bág, mogul kert.
- Készar Kjári Bág kert. Nevét az egykor a csillag alakú ágyásokba ültetett sáfrányvirágokról kapta.
- Szattáísz Kacséri. 27 oszlopos csarnok, ahol egykor az írnokok ültek.

## Képek

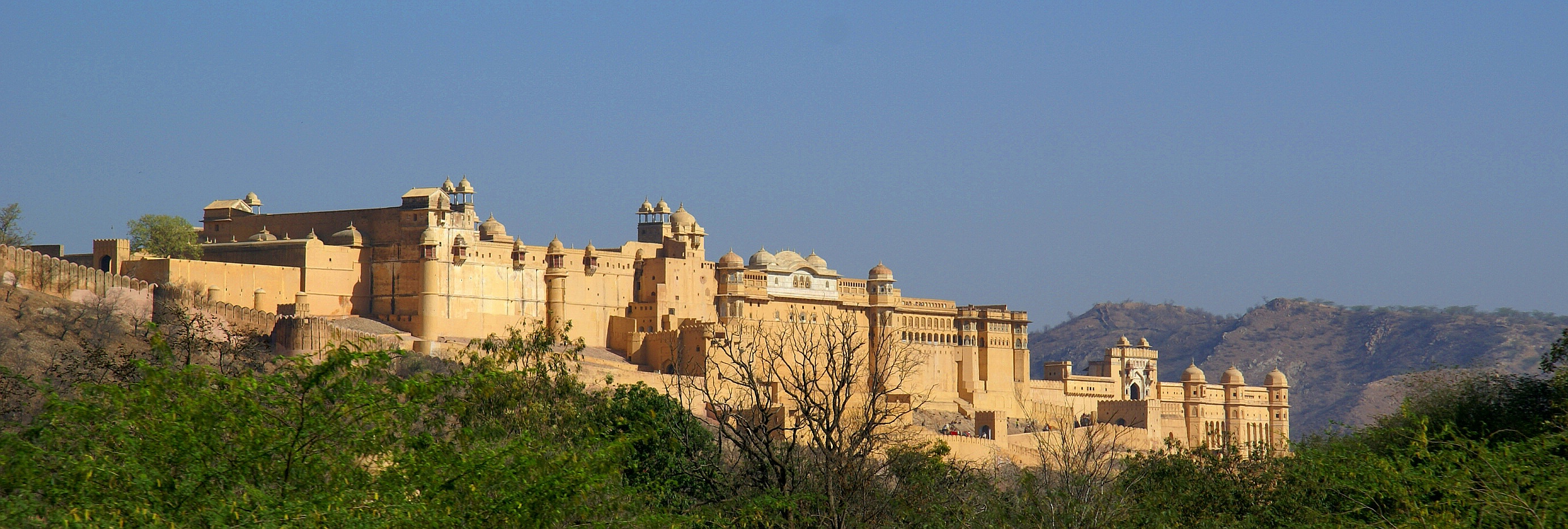
Az erőd
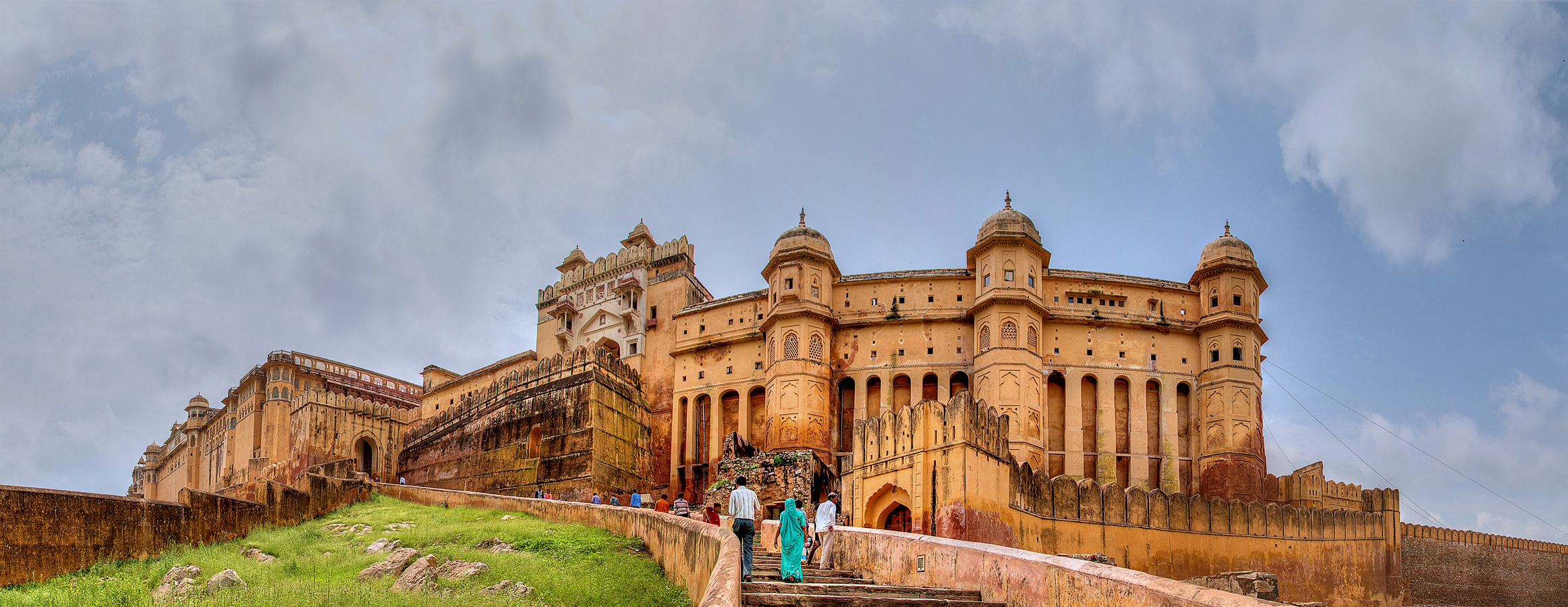
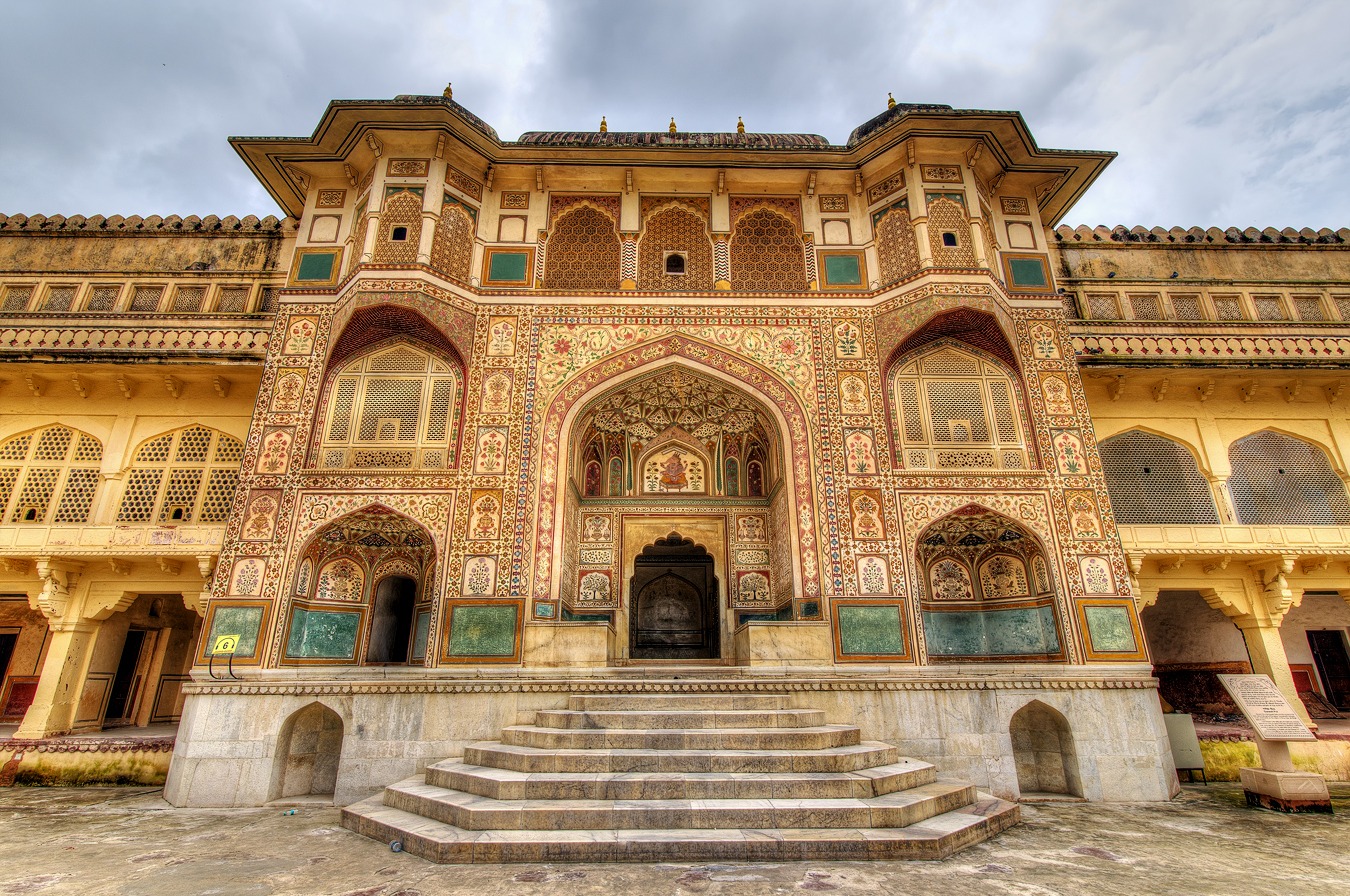
Ganés Pól kapu
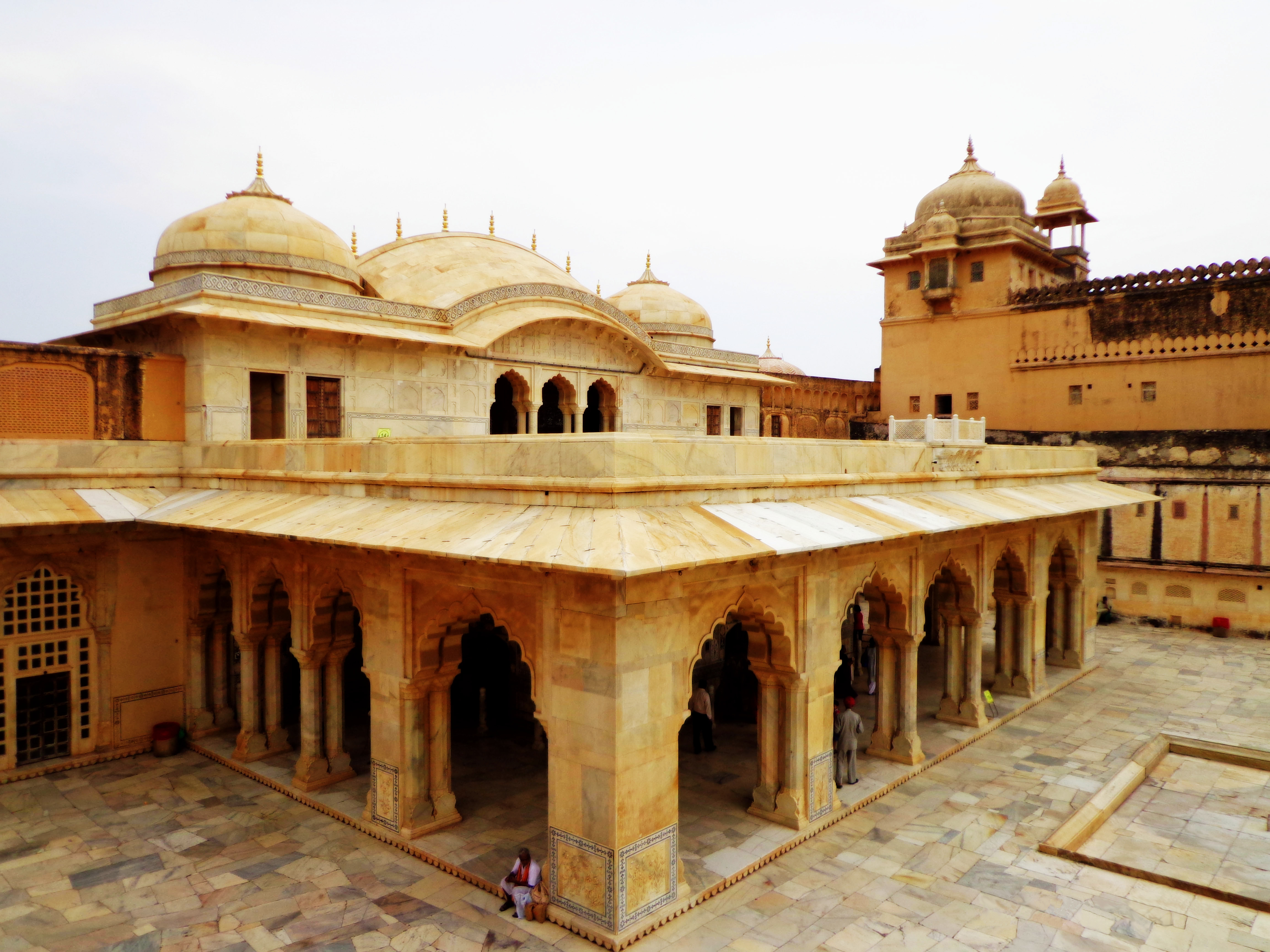
Sís Mahal
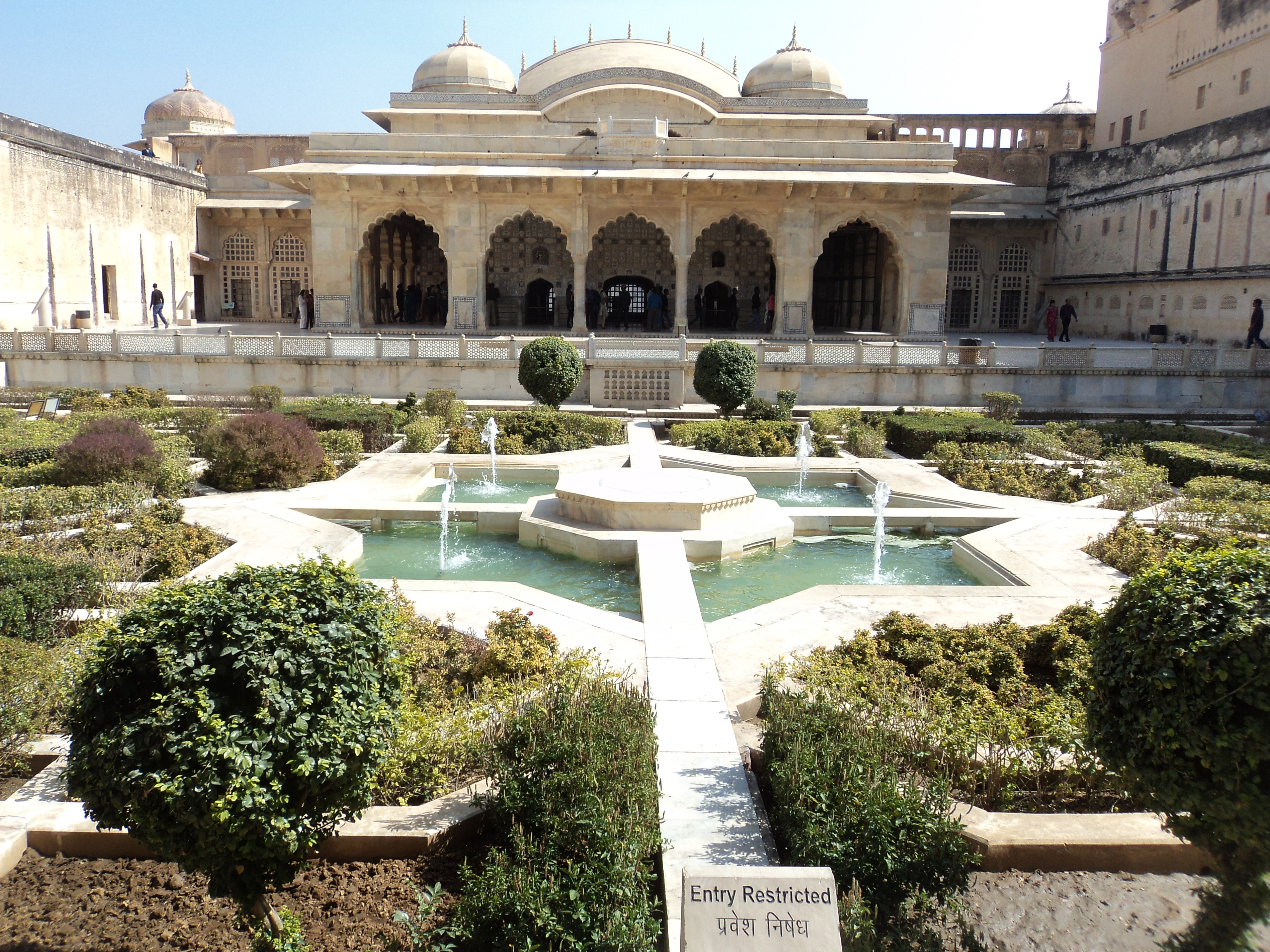
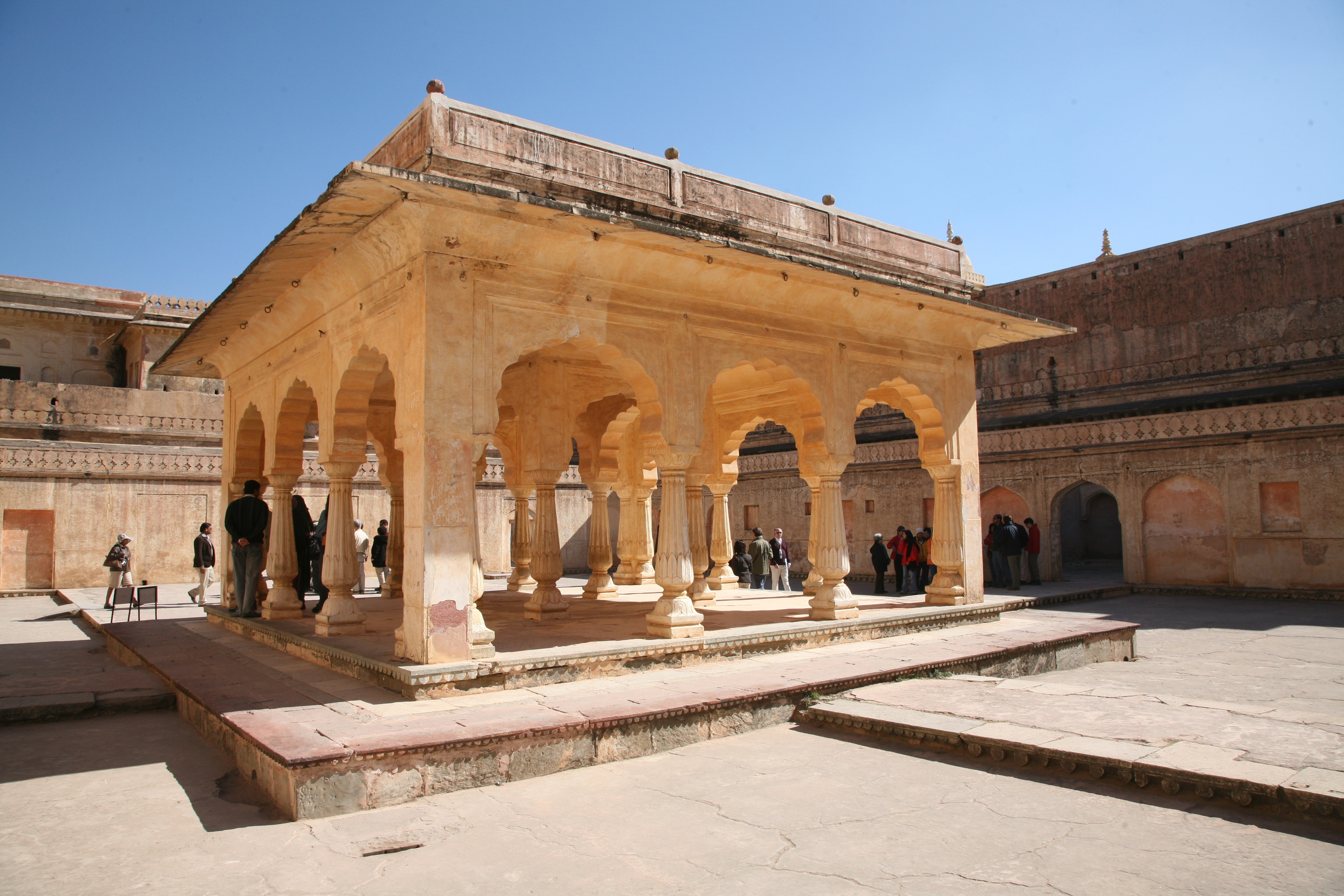
Báradharí Pavilon
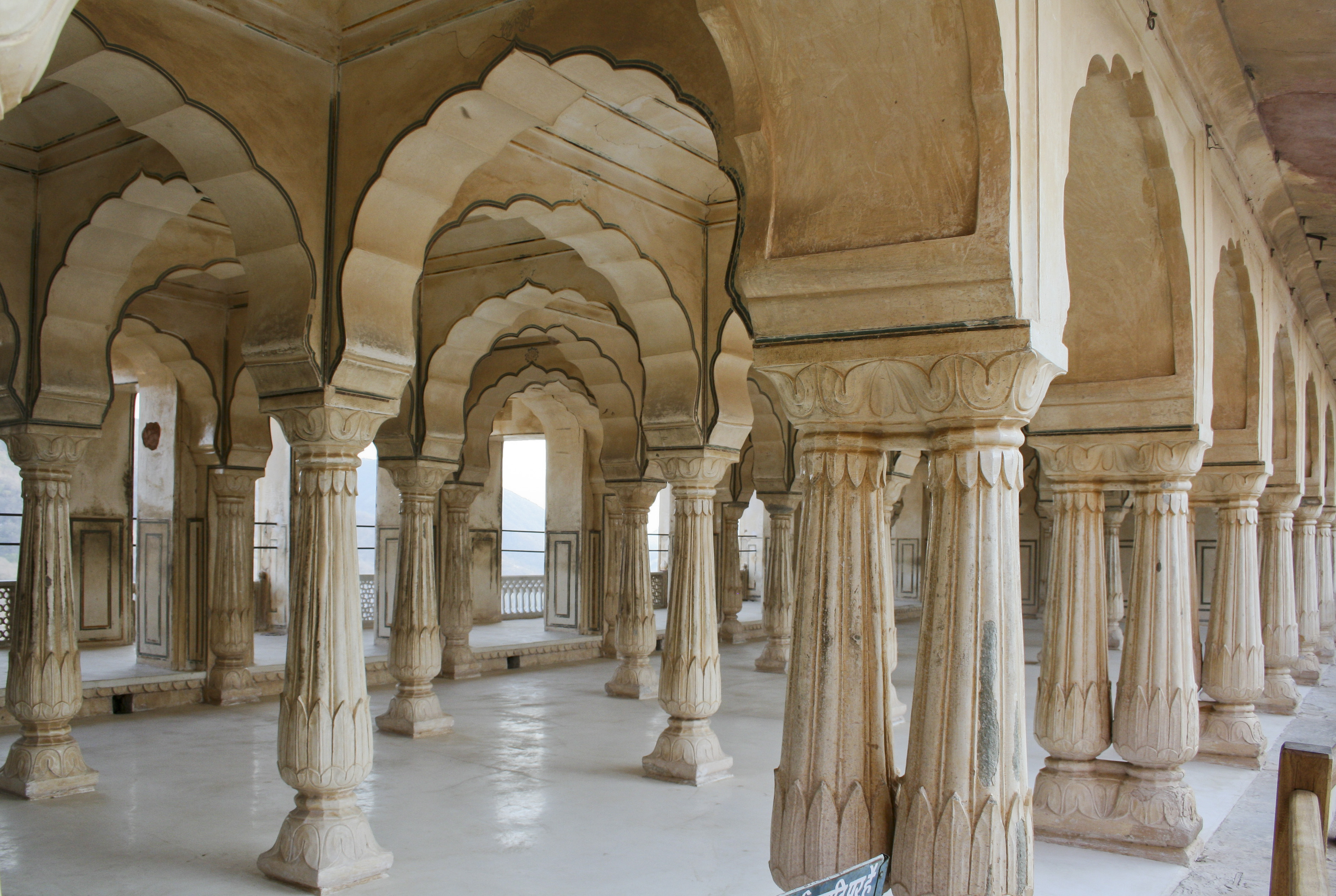
Szattáísz Kacséri